# أسامة كمال (محافظ)
أسامة أحمد كمال (1958 - )، هو محافظ القاهرة من أغسطس 2012 حتى 13 أغسطس 2013. وهو أستاذ تحليل الإنشاءات بكلية الهندسة، جامعة عين شمس، ونقيب المهندسين المصريين.

## حياته
وُلد عام 1958 في محافظة المنوفية، مصر. حصل على بكالوريوس هندسة مدنية، كلية الهندسة، جامعة عين شمس عام 1980، وماجستير هندسة إنشائية، جامعة ولاية أوھايو، أوهايو، الولايات المتحدة عام 1985، ودكتوارة في الهندسة المدنية من الجامعة نفسها عام 1990.

## مناصب
- وكيل نقابة المهندسين المصرية من يناير 2012 حتى الآن.
- نائب رئيس جامعة عين شمس لشؤون خدمة المجتمع، تنمية البيئة، من 2009 حتى 2011.[2]
- وكيل كلية الهندسة لشؤون الدرسات العليا والبحوث من 2007 حتى 2009.
- رئيس مجلس قسم الهندسة المدنية بالكلية من 2005 حتى 2007.
- أستاذ تحليل الإنشاءات من 2003 حتى 2012.
- أستاذ مساعد إنشاءات من 1999 حتى 2003.
- مدرس إنشاءات من 1990 حتى 1995.
- مهندس استشاري من 1993 حتى 2012.
- إستشارى إنشائي من 1995 حتى 1997.
- إستشارى إنشائى ورئيس مجموعة عمل من 1993 حتى 1995.
- مهندس إنشائى ورئيس قسم من 1991 حتى 1993.
- إستشاري إنشائي من 1991 حتى 1997.
- إستشارى بوزارة التعليم العالي من 1991 حتى 1993.
- معيد رياضيات من 1987 حتى 1990.
- مساعد باحث من 1985 سبتمبر 1985.
- مهندس إنشائى من 1982 حتى ديسمبر 1985.
- معيد إنشاءات من 1981 حتى 1983.
- محافظ القاهرة من أغسطس 2012 حتى 5 أغسطس 2013.[3]